# MWF世界タッグ王座
MWF世界タッグ王座（エム・ダブリュー・エフせかいタッグおうざ）は、MWF（メキシコ・レスリング・フェデレーション）が管理、認定していた王座。

## 歴史
2009年、MWFが創設。4月5日、MWF松下IMPホール大会で行われた初代王座決定戦に勝利した怪人ハブ男&シーサー王組が初代王者になった。4月、管理団体が沖縄プロレスに移った。
2012年8月25日、王者のエイサー8が沖縄プロレスを退団により、空位となって事実上封印状態となる。

## 歴代王者
| 歴代  | タッグチーム                      | 戴冠回数 | 防衛回数 | 獲得日付      | 獲得場所 （対戦相手・その他）                              |
| ----- | --------------------------------- | -------- | -------- | ------------- | ---------------------------------------------------------- |
| 初代  | 怪人ハブ男&シーサー王             | 1        | 3        | 2009年4月5日  | 松下IMPホール スペル・デルフィン&マグニチュード岸和田 返上 |
| 第2代 | ゴールデンパイン&ミル・マングース | 1        | 2        | 2009年12月4日 | デルフィンアリーナ国際通り シーサー王&アグー               |
| 第3代 | 怪人ハブ男&めんそ〜れ親父         | 1        | 4        | 2010年5月23日 | デルフィンアリーナ国際通り                                 |
| 第4代 | ウルトラマンゴー&キジムナー       | 1        | 0        | 2011年8月12日 | デルフィンアリーナ国際通り 返上                            |
| 第5代 | グルクンダイバー&ミル・マングース | 1        | 1        | 2011年11月6日 | 世界館 スペル・デルフィン&エイサー8                        |
| 第6代 | 怪人ハブ男&めんそ〜れ親父         | 2        | 0        | 2012年5月19日 | デルフィンアリーナ国際通り                                 |
| 第7代 | エイサー8&ジンベイザメ〜ン        | 1        | 0        | 2012年7月5日  | デルフィンアリーナ国際通り 封印                            |